# Ove Engström
Ove Engström, född den 15 april 1940 på Kungsholmen i Stockholm, är en svensk sångare, trubadur och kompositör.
Engström är uppväxt i Mälarhöjden men numera bosatt i Bromma i västra Stockholm. Engström har varit yrkessångare sedan 1972. Hans första skiva gavs ut 1973, och hette Visor och sånger på mitt sätt. Sedan dess har Engström gjort över 6000 sångframträdanden runt om i landet, medverkat i radio och TV och spelat in 22 skivalbum.
Ove Engström blev känd som ena hälften i sångduon Ove Engström & Ulla Roxby, som på 70- och 80-talet turnerade land och rike runt samt framträdde i många radio- och TV-program och sjöng in 10 LP-skivor. De har dottern Beatrice Engström tillsammans och även hon har framträtt med honom. Som soloartist har Ove Engström främst blivit uppmärksammad för sin förmåga att tolka och tonsätta Nils Ferlin, och tre av hans album är helt ägnade Ferlin. Hans kanske mest kända tonsättningar av Ferlindikter är Barfotabarn (Du har tappat ditt ord) och Cirkus (Jag lärde mej gå på händer) men han har också tonsatt okända, aldrig publicerade Ferlindikter som Katten i Penningby och Visa för vilsna barn. Han har också tonsatt Bo Setterlinds diktsvit Det himmelska landskapet för solister, kör och orkester. 
Ove Engström har ett stort röstomfång; han är till exempel utbildad operasångare vid Operahögskolan, vilket märks i hans inspelningar av de ryska folkvisorna som till exempel Entonigt ringer den lilla klockan och Stenka Rasin. Engström har belönats med flera utmärkelser, bland andra Nils Ferlin-Sällskapets trubadurpris 1986, SKAP:s Ejnar Westling-stipendium 1992, Albert Engström-priset 2001 och Visans Vänners stipendium 2005. År 2009 vann han Samfundet Visans Vänners tävling om bästa nya stockholmsvisa med sitt bidrag "Staden vaknar". Engström startade och driver skivbolaget MusiCant Records.

## Diskografi
- Visor och sånger på mitt sätt, LP 1973
- Många, många mil, LP 1975 (med Ulla Roxby)
- Du och jag,  LP 1976  (med Ulla Roxby)
- Musik och sång, 12 egna visor LP 1977  (med Ulla Roxby)
- Ove Engströms & Ulla Roxbys bästa, LP 1978 (med Ulla Roxby)
- Kärleken kommer - 12 svenska visor, LP 1979 (med Ulla Roxby)
- Visa i vintertid, LP 1980 (med Ulla Roxby)
- I livets villervalla - Ove Engström sjunger Nils Ferlin, LP 1982
- Nu kommer musikanterna, LP 1982 (med Ulla Roxby)
- Volgasånger - 13 ryska folkvisor på svenska, LP 1984 (med Ulla Roxby)
- Melodier man minns,  LP 1986 (med Ulla Roxby)
- Vismålning - 16 egna visor, LP 1988
- Vals i Fårösund, kassett 1989  (med Ulla Roxby)
- I Nils Ferlins gränd - 22 visor av Nils Ferlin, CD 1992
- Volgasånger - 17 ryska folkvisor på svenska, CD 1994 (med Ulla Roxby)
- Tänd många ljus  - 6 visor, mini-CD 1997 (med Ulla Roxby & Beatrice Engström)
- Vad bäst jag tänkt - Albert Engström i ord och ton, CD 1998 (med Michael Blum)
- Jordens röda hästar - 16 nya visor, CD 2000 (med text av Tor Englund)
- Tänd många ljus i december, julsånger, CD 2000 (med Ulla Roxby & Beatrice Engström)
- Visor, valser och vincero, 25 nya & gamla visor, CD 2003
- En sång för våra vänner, 23 nya & gamla visor, CD 2005 (med Ulla Roxby & Beatrice Engström)
- Jag lärde mej gå på händer - Ove Engström tolkar Nils Ferlin, CD 2011